# كاميلي تشن
كاميلي تشن (بالإنجليزية: Camille Chen)‏ هي ممثلة أمريكية، ولدت في 1 سبتمبر 1979 في تايبيه في تايوان.

## وصلات خارجية
- كاميلي تشن على موقع IMDb (الإنجليزية)
- كاميلي تشن على موقع قاعدة بيانات الفيلم (الإنجليزية)